# کیم نامجو
کیم نامجو (به انگلیسی: Kim Namjoo، کره‌ای: 김남주) یکی از اعضای گروه کره‌ای ای پینک و متولد ۱۵ آوریل ۱۹۹۵ در شهر سئول در کره جنوبی است.

## زندگی
نامجو در ۱۵ آوریل ۱٩٩۵ در شهر سئول به دنیا آمد. در سال ۲۰۰۷ او که ۱۳ سال داشت برای تبلیغات تلویزیونی یک برند صنایع غذایی کار می‌کرد. در سال ۲۰۱۰ او وارد کمپانی کیوب شد و یکی از آخرین اعضایی بود که قبل از شروع به کار ای پینک به عنوان عضو این گروه انتخاب شد. نامجو در هنرستان هنرهای نمایشی سئول تحصیل می‌کرد و در فوریه ۲۰۱۴ هم به همراه اوه هایونگ و سون نایون فارغ‌التحصیل شد.
در ۳ ژانویه ۲۰۱۳ نامجو، جانگ اینجی (یکی از اعضای ای پینک) و جانگ هیون سنگ از گروه بیست با مشارکت هم موزیک ویدئو A Year Ago از برنامه A Cube For Season را منتشر کردند. در سال ۲۰۱۵ او به عنوان یک دانشجوی بخش هنری دانشگاه Sungkyunkwan پذیرفته شد. در سپتامبر ۲۰۱۵ در یک مینی سریال به نام بازرس آلیس (Investigator Alice) حضور داشت، سپس در آهنگ "Sweet Now" با دامیانو (Damiano) همکاری کرد که در ۲۸ اکتبر منتشر شد.